# Église Saint-Martin de Bossay-sur-Claise
L'église Saint-Martin est une église catholique située à Bossay-sur-Claise, en France.

## Localisation
L'église est située dans le département français d'Indre-et-Loire, sur la commune de Bossay-sur-Claise.

## Historique
L'édifice est classé au titre des monuments historiques en 1911.

## Architecture
Sculptures romanes de Denis